# George Dempster de Dunnichen
George Dempster est un avocat écossais, propriétaire foncier, agronome et homme politique qui siège à la Chambre des communes entre 1761 et 1790. Il fonde la banque George Dempster & Co. (également connue sous le nom de Dundee Banking Company) en 1763, est directeur de la Compagnie britannique des Indes orientales à partir de 1769 et est prévôt de St Andrews (1780) et directeur de la Highland Society d'Écosse (1789).
Dempster, surnommé Honest George, est une figure clé des Lumières écossaises et respecté en tant que "député indépendant d'esprit, incorruptible et modérément radical". Il consacre les dernières années de sa vie à l'amélioration de la pêche et de l'agriculture écossaises et à l'amélioration des conditions de vie de ses locataires.
Il est un ami de longue date du philosophe Adam Ferguson et du pasteur Alexander Carlyle.

## Biographie
George Dempster est né en 1732 à Dundee, le fils de John Dempster 2e Laird de Dunnichen, un marchand de Dundee, et Isabel Ogilvie. La date de naissance de George n'est pas claire et a alternativement été donnée le 8 février ou le 8 décembre. Il fait ses études à la Dundee Grammar School (c1739 – c1748) et peut-être aussi à la petite école paroissiale de Leuchars, Fife. Le 24 février 1748, il entre à l'Université de St Andrews et y étudie jusqu'en 1750 environ, avant de partir sans diplôme et de poursuivre des études de droit à l'Université d'Édimbourg. Il étudie également à l'Académie Royale de Bruxelles.
Il est admis à la Faculté des avocats en 1755; et à peu près en même temps est devenu membre de la Société Select, devenant plus tard un directeur de cette société littéraire et intellectuelle prééminente des Lumières écossaises. En 1762, il rejoint le Poker Club d'Edimbourg, et peut-être a été cofondateur de cet organisme influent.
Lui, Andrew Erskine et James Boswell sont des auteurs conjoints et un "triumvirat d'esprit", bien qu'il regrette plus tard au moins une de leurs attaques, les Critical Strictures on the New Tragedy of Elvira, car il pensait que la tragédie était meilleure que tout ce que lui ou ses co-auteurs auraient pu faire.
Il est député des Perth Burghs de 1761 à 1768 et de 1769 à 1790 .
Dempster est élu membre de la Royal Society of Edinburgh en 1788, sur proposition du Dr Thomas Anderson, Henry Duncan et John Playfair.
Il meurt à Dunnichen, Angus, le 13 février 1818, et est enterré au prieuré de Restenneth, Forfar.